# Undicesima spedizione antartica sovietica
L'undicesima spedizione antartica sovietica si svolse dal 1965 al 1967. Era comandata da D. Maksutov e Leonid Dubrovin e utilizzava la stazione Mirnyj come base.

## Attività di ricerca
La spedizione antartica sovietica svolse attività di ricerca scientifica nei seguenti campi:
- clima
- stato della ionosfera
- aurore polari
- raggi cosmici
- campo geomagnetico
- propagazione delle onde radio

Uno dei compiti principali della spedizione era anche di fornire informazioni meteorologiche alle navi sovietiche impegnate nella caccia alla balena nei mari antartici.
Fu la prima spedizione antartica sovietica a fare uso dell'attrezzatura subacquea aqua-lung per l'esplorazione biologica. L'utilizzo di queste attrezzature tra dicembre 1966 e marzo 1967, cioè nel corso dell'estate australe, permisero di raccogliere una grande collezione di forme di vita antartica, che furono poi presentate all'Accademia delle Scienze dell'URSS a Leningrado.